# Quartier Capitole
Pour les articles homonymes, voir Capitole (homonymie).
Le quartier du Capitole est un riche quartier de la ville de Toulouse, bien que peu peuplé, et situé administrativement dans le Secteur 1 - Toulouse centre. Le quartier est relativement petit en superficie et constitue le cœur historique de la ville. Il se distribue autour de la place du Capitole, traditionnel lieu de rassemblement des Toulousains lors d'événements majeurs, et où se trouve le Capitole (l'hôtel de ville de Toulouse) et le théâtre du Capitole.
Il s'agit d'une des principales zones touristiques et commerciales de Toulouse, si ce n'est la plus importante en nombre de touristes et de commerces. C'est également le centre historique de la ville rose. Il est desservi par la ligne A du métro de Toulouse, à la station Capitole. Le quartier est l'un des emblèmes, à travers le Capitole, de la ville de Toulouse.

## Géographie

### Situation
Le quartier du Capitole se situe au cœur du centre historique de Toulouse, autour de la célèbre place du Capitole.
Le quartier se distribue autour des axes :
- Rue Léon-Gambetta
- Rue Lafayette
- Rue des Lois
- Rue de la Pomme
- Rue Saint-Rome
- Rue Charles-de-Rémusat
- Rue Jean-Antoine-Romiguières
- Rue du Taur

### Accès
Le quartier est accessible à partir de la station de métro Capitole, située juste derrière la célèbre place, et desservi par la ligne A du métro de Toulouse. Le quartier étant entièrement piéton, aucune ligne de bus ne dessert le quartier, si ce n'est la navette centre-ville.

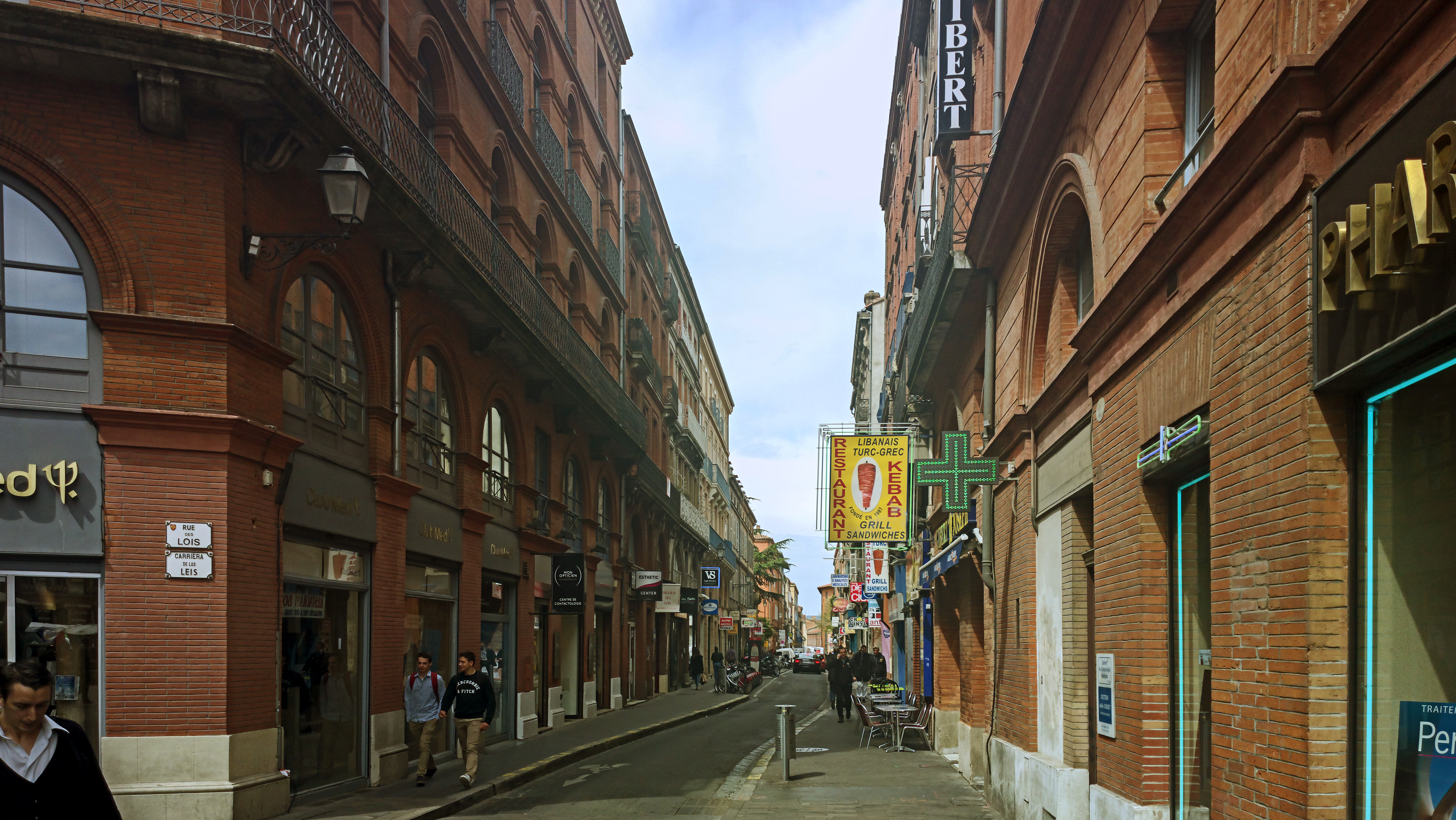
La rue des Lois
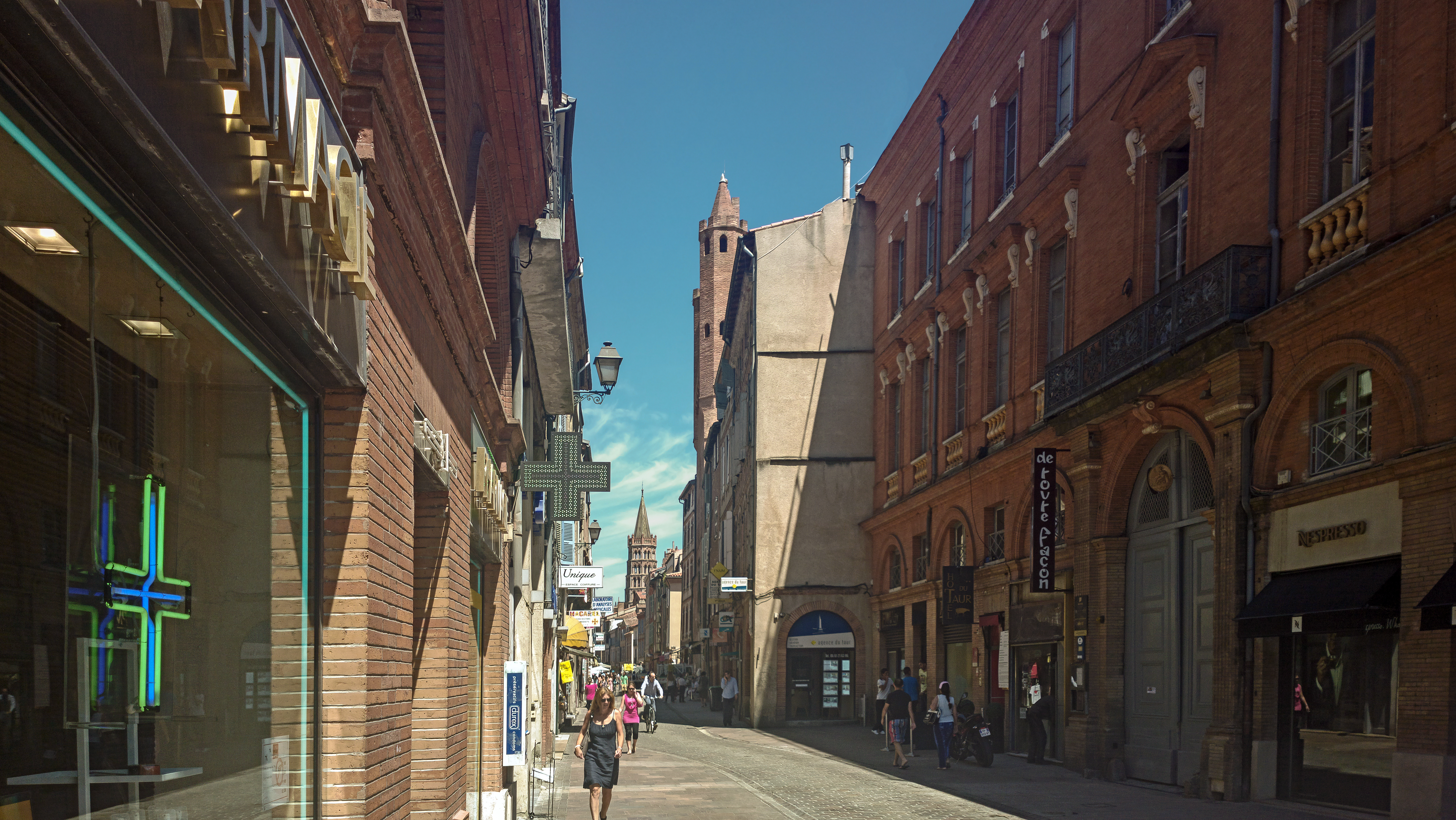
La rue du Taur vue de la place du Capitole